# Xeropigo tridentiger
Xeropigo tridentiger är en spindelart som först beskrevs av O. Pickard-Cambridge 1869.  Xeropigo tridentiger ingår i släktet Xeropigo och familjen flinkspindlar. Inga underarter finns listade i Catalogue of Life.